# Maurice aux Jeux olympiques d'été de 1988
Maurice a participé aux Jeux olympiques d'été de 1988 à Séoul mais n'a remporté aucune médaille.